# Адда
А́дда (итал. Adda, лат. Addua) — река на севере Италии, левый приток реки По.
Длина 313 км, площадь бассейна 7800 км².
Берёт начало из озера Канкано в Ретийских Альпах на южном склоне Вормской цепи к западу от массива Ортлес, близ тирольской границы; образует на протяжении 15 км водоскат высотой 754 м.
В верховье течёт по троговой долине Вальтеллина; у Теглии поворачивает на запад, протекает Лаго-ди-Мецола и через озеро Комо, образует на своём пути Лаго-ди-Ольгинато. Далее проходит предгорья Ломбардских Предальп и течёт по Ломбардской низменности (где на протяжении около 124 км является судоходной). Впадает в реку По у Ретино.
Средний расход воды около 250 м³/с в нижнем течении. На реке имеется ГЭС.
В нижнем течении от Адды прорыты каналы, в том числе Мартезана до Милана длиной 56 км.
С левой стороны Адда принимает Брембо и Серио, с правой — посредством каналов соединяется с Ламбро.
Во времена Римской империи река являлась стратегической линией обороны во время войн.
Река известна также сражением, происшедшим на её берегах во время Итальянского похода Суворова 1799 года.

## Галерея

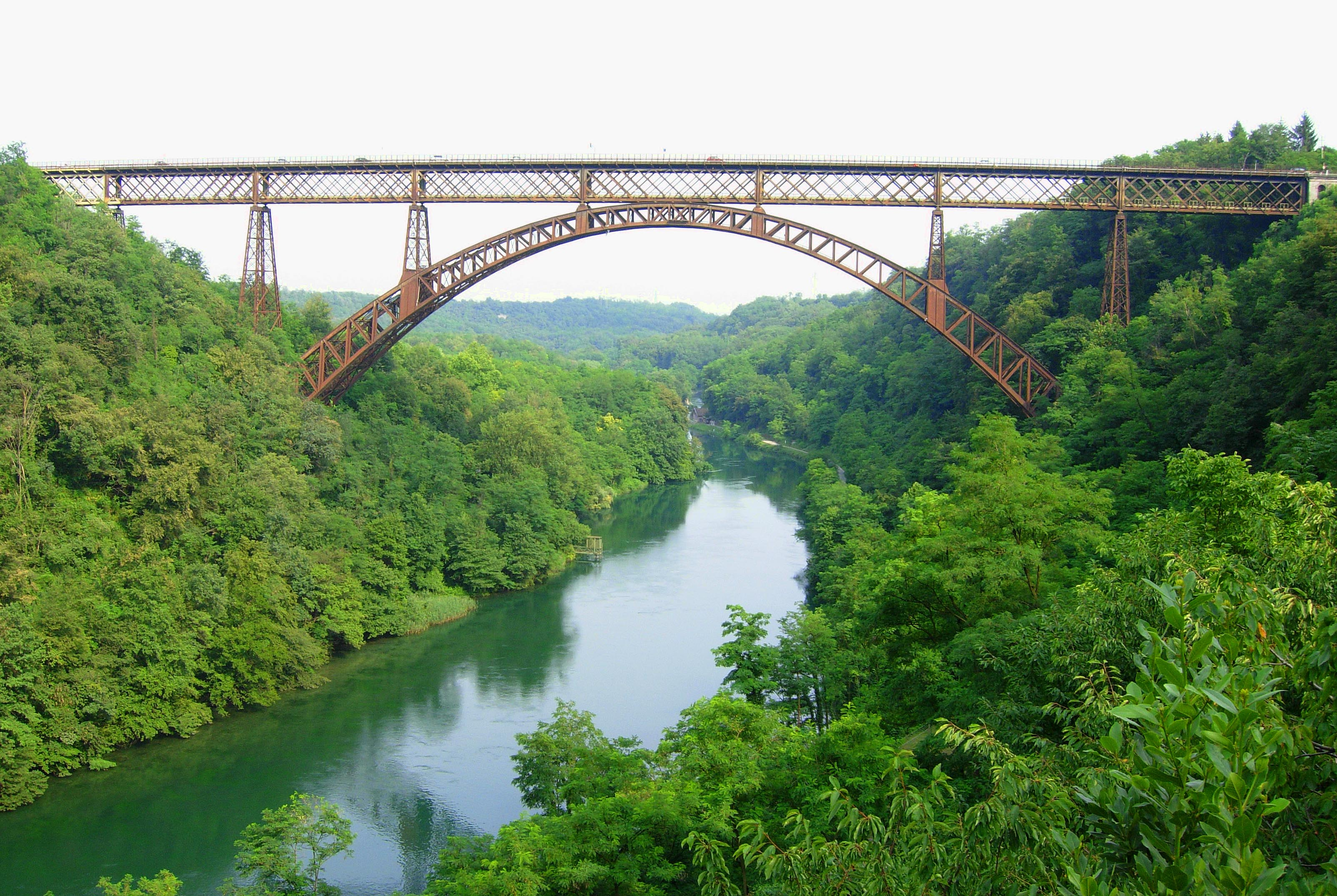
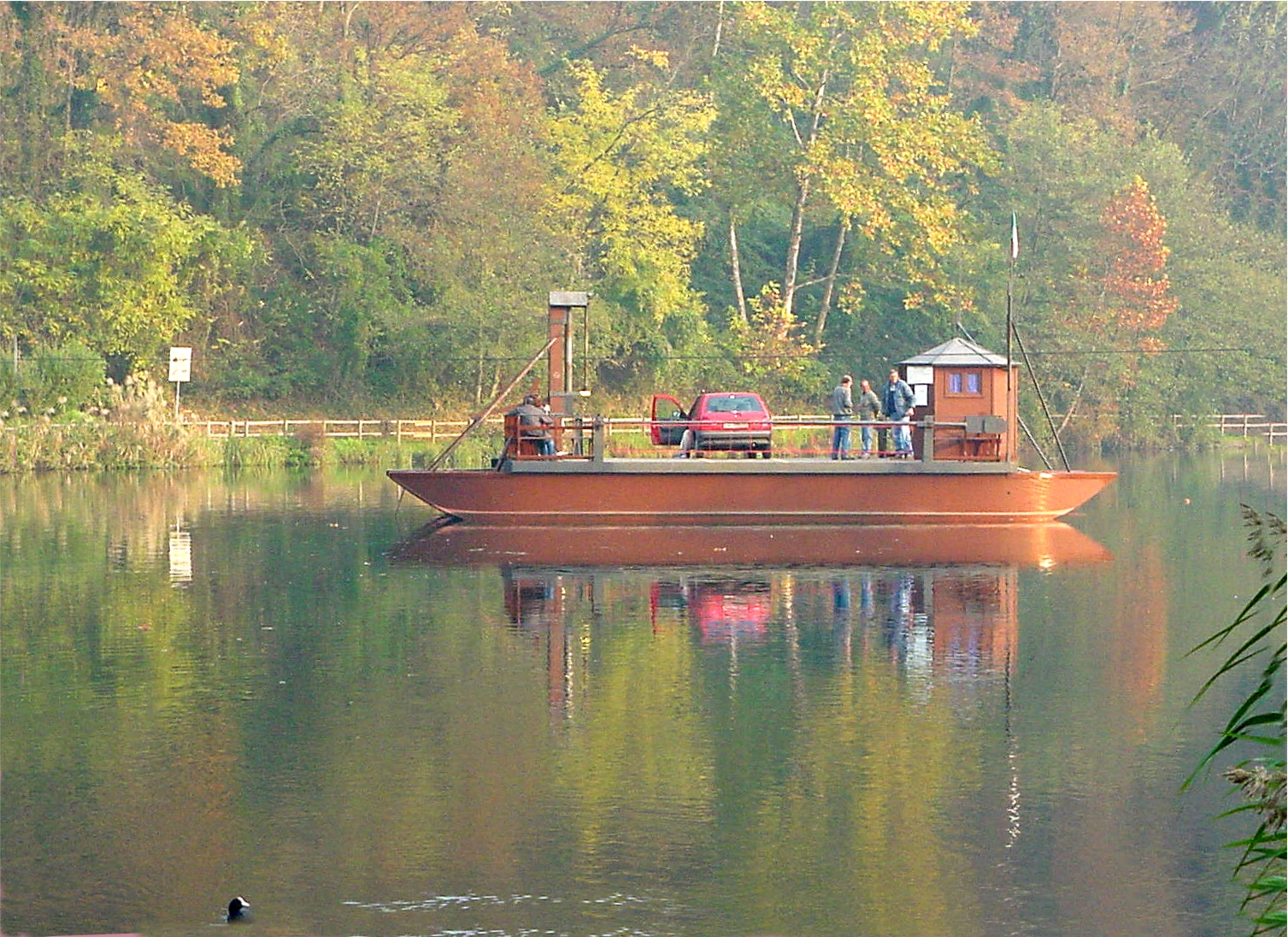
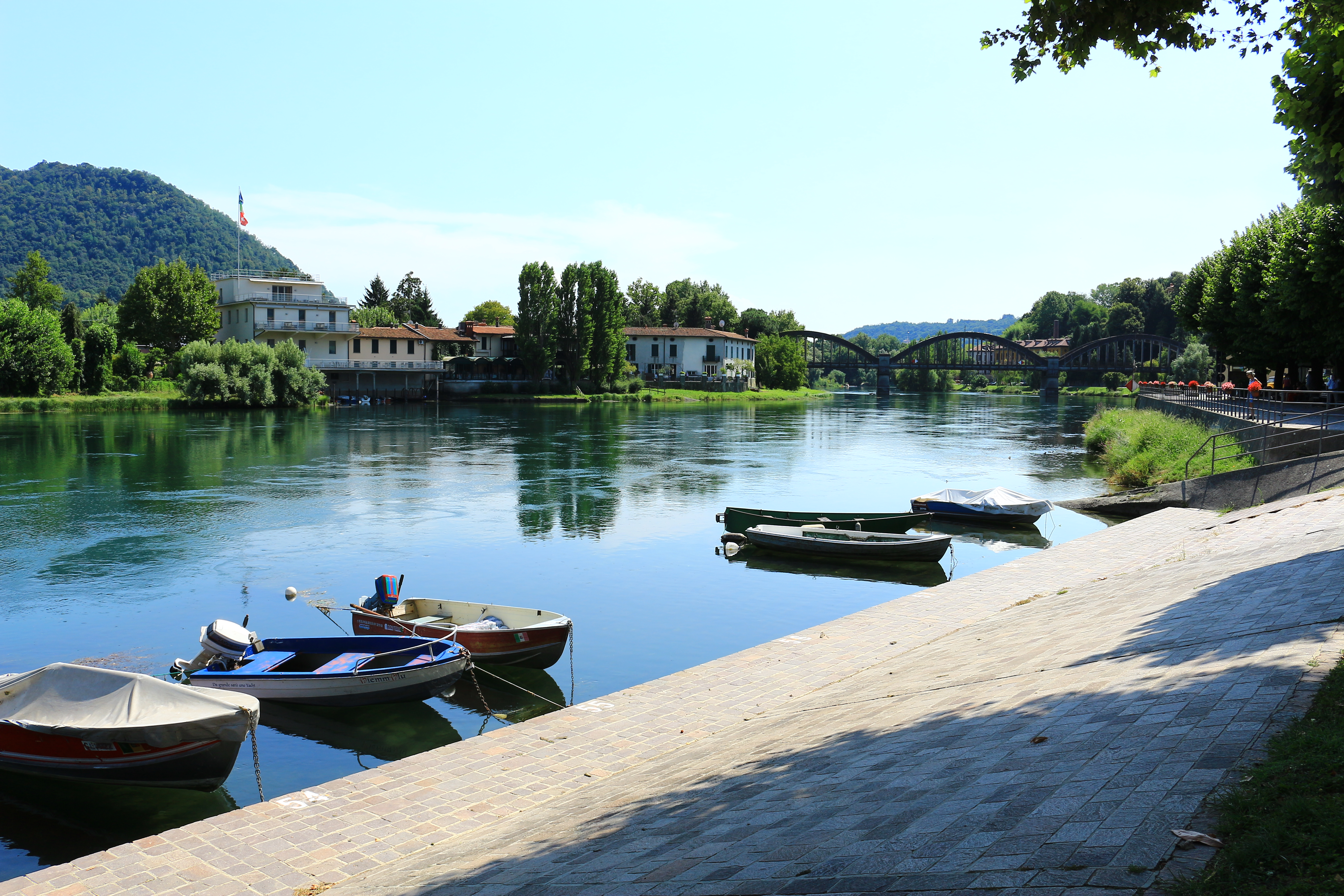